# Bømlo (isla)
Bømlo (o Bømmeløy) es una isla de la provincia de Hordaland, Noruega. Es la mayor isla del municipio homónimo, con 171 km².  Se ubica en la entrada norte del Hardangerfjorden, al oeste del estrecho Stokksundet, al sur del Selbjørnsfjorden y al este del Mar del Norte. En el siglo XIX se construyó el canal Kulleseid el cual atraviesa un istmo del centro de la isla, siendo un atajo entre las costas este y oeste.
La isla de Stord está al este y Moster al suroeste. Además de ellas, hay numerosas islas menores que rodean Bømlo. La principal ruta vial es el Trekantsambandet, que incluye a los puentes Spissøy, Bømla y al túnel Bømlafjord. Los principales asentamientos de la isla son Svortland, Rubbestadneset, Foldrøyhamn, Langevåg y Melandsvågen.